# Xuân Phượng
Xuân Phượng   (Huế, 1929) és una directora de televisió vietnamita. Va fabricar explosius per al Vietcong i va entrar a Saigon amb els vencedors mentre la resta de la seva família va marxar amb els estatunidencs derrotats. Va ser metgessa, corresponsal de guerra, escriptora i va fundar una galeria d'art.
Va ser nomenada una de les 100 dones de la BBC el 2024.

## Biografia
Xuân Phượng va néixer a Huế l'any 1929 en una família privilegiada. Va créixer a Đà Lạt a les terres altes centrals de Vietnam, on el seu pare era inspector d'educació. La seva mare no feia servir vestits europeus, però molts dels amics del seu pare eren francesos i la família experimentava la cultura i la música francesa. Els seus pares conduïen un cotxe Citroën francès i ella, com els seus germans, tenia la seva pròpia mainadera.
Quan tenia setze anys, es va unir a un grup de resistència per lluitar contra el domini colonial francès de Vietnam. Va fabricar explosius i va passar a ser metgessa i corresponsal de guerra.
Va estar present com a membre del Vietcong a la caiguda de Saigon l'any 1975, i quan la ciutat va passar sota el control dels nord-vietnamites, la seva família va marxar cap als Estats Units d'Amèrica en una de les últimes escapades de la ciutat. No els tornaria a veure fins a  vint-i-cinc anys més tard. Més tard els va visitar a Califòrnia i va ser testimoni de la nova vida que havien trobat.
Quan tenia 62 anys, va fundar la primera galeria d'art privada a Ciutat Ho Chi Minh. La galeria Lotus es va especialitzar en l'obra d'artistes vietnamites. El seu marit no va donar molt suport a la seva galeria, però va venir després que ella descobrís obres de Trương Đình Hào que van transformar la vida de l'artista, ja que es van vendre per desenes de milers de dòlars cadascuna.
Xuân Phượng va publicar el seu escrit, Ao Dai: My War, My Country, My Vietnam (Ao Dai: La meva guerra, el meu país, el meu Vietnam).
El 2024, tenia els noranta anys quan va ser nomenada una de les 100 dones influents de la BBC.